# Росси, Луиджи (композитор)
Луиджи Росси (итал. Luigi Rossi; 1597 или 1598, Торремаджоре, Фоджа, Апулия — 20 февраля 1653, Рим) — итальянский композитор, органист, вокальный педагог.

## Биография
Луиджи Росси родился в городке Торремаджоре, близ Фоджи, и в раннем возрасте переехал в Неаполь. Он учился музыке у франко-фламандского композитора Джованни де Мака, который служил органистом в церкви Благовещения и капельмейстером при неаполитанском дворе испанского вице-короля. С 1620 жил и работал преимущественно в Риме, где до 1636 работал на семью Боргезе, с 1633 до конца жизни также служил органистом в церкви св. Людовика Французского. В 1641-45 работал при дворе кардинала Антонио Барберини.
Росси создал только две оперы. Опера «Заколдованный дворец» (итал. Il Palazzo incantato) была написана по заказу Барберини и поставлена в Риме в 1642 году. Оперу «Орфей» Росси написал в Париже, куда в 1645 его пригласил чрезвычайно влиятельный политик Джулио Мазарини. Там же, в 1647 году состоялась премьера «Орфея». После недолгого пребывания в Риме Росси вновь приехал во Францию в 1648 году с намерением написать ещё одну оперу, но из-за Фронды и бегства двора за пределы Парижа это оказалось невозможным. В 1650 году Росси вернулся в Рим и больше уже не писал театральной музыки.
В 1646 году опубликован сборник кантат, написанных Росси по заказу кардинала Барберини, а композитор Джакомо Антонио Перти в 1688 году упоминает Росси, наряду с Кариссими и Чести, в числе «трёх великих маяков профессии».
Росси известен главным образом благодаря его канцонеттам и итальянским кантатам (всего около 300), которые относятся к лучшим произведениям XVII века. Рукописи многих из них находятся в Британской библиотеке и в библиотеке Церкви Христа в Оксфорде. Замечательным образцом кантаты Росси является «La Gelosia», включенная Франсуа Гевартом в сборник «Слава Италии» (фр. Les Gloires d'Italie).

## Дискография
- Rossi: La lyra d’Orfeo & Arpa Davidica // L’Arpeggiata / К. Плюхар (2019)